# Viktorija (ime)
Viktorija je žensko osebno ime.

## Izvor imena
Ime Viktorija izhaja iz latinskega imena Victoria. To ime povezujejo z imenom rimske boginje Victoria, ki pooseblja zmago.

## Izpeljanke imena
Vika, Viki, Vikica, Viktorijana, Viktorina, Viktorja, Viktorjana, Zmaga, Zmagoslava. Imenu Viktorija sta pomensko sorodni imeni Victor, slovensko Viktor, z izpeljankami Victorius, Victorinus s prvotnim pomenom »zmagovalec« ter Vincentius »zmagujoči«. Slovenska različica imena Viktor je Zmagoslav, skrajšano Zmago.

## Pogostost imena
Po podatkih Statističnega urada Republike Slovenije je bilo na dan 31. decembra 2007 v Sloveniji 2.037 oseb z imenom Viktorija.

## Svetniška imena
Viktorija je ime mučenke iz okolice Rima, ki je 23. decembra leta 306 pretrpela mučeniško smrt z obglavljenjem.  V koledarju ima Viktorija god 23. decembra.

## Znane osebe
- Viktorija I. Angleška, kraljica Združenega kraljestva Velike Britanije in Irske
- Vika (Viktorija) Potočnik, slovenska političarka
- Viktorija Bencik, igralka
- Viktorija Zmaga Glogovec
- Snežana Mišković - Viktorija, srbska pevka